# Stupovi Lene
Stupovi Lene (ruski: Ле́нские столбы́, Lenskije Stolbi) su fantastična prirodna tvorevina stijena uz obale rijeke Lene u krajnjem istočnom Sibiru, manje od jedan dan vožnje uzvodno brodom iz grada Jakutska, glavnog grada autonomne Jakutske republike.
Stupovi su prosječno visoki 100-150 m, a nastali su od kambrijskog morskog dna (transgresija vodoravnog sastava naizmjeničnog vapnenca, lapora, dolomita i škriljevca), oblikovanog ekstremnom kontinentalnom klimom ovog područja s velikom razlikom u temperaturama, od oko 100 °C. Naime, temperature se zimi spuštaju do –60 °C, dok ljeti iznose i do oko +40 °C. ljeti. Stupovi stjenovitih tornjeva izolirani jedni od drugih dubokim i strmim jarugama nastalih zbog lomova mraza na zajedničkim zglobovima. Prodor vode s površine je olakšao kriogene procese brzinskog smrzavanja i odmrzavanja, koji su proširili jaruge između stupova. Procesi riječnih nanosa su također presudni za nastanak stupova. Na ovom mjestu se također nalazi nezaobilazno bogatstvo kambrijskih fosilnih ostataka brojnih vrsta, od kojih su neki jedinstveni i unikatni. Zbog toga je Park prirode stupova Lene, površine 1.272.150 ha, 2012. godine upisan na UNESCO-ov popis mjesta svjetske baštine u Aziji.
Posjetitelji koji su zainteresirani za limnologiju ili eko-turizam često u istoj posjeti posjećujui Bajkalsko jezero koje se nalazi 900 kilometara jugozapadno od Stupova Lene. Sama posjeta iz najhladnijeg grada na svijetu, Jakutska, nije ugodna jer je putovanje brodom rijekom Lenom prevrtljivo, a pješačke staze su strme, a ponekad i nesigurne.
- Pogled na rijeku Lenu sa stupova
- Stupovi s rijeke Lene
- Stupovi na zavoju rijeke
- Usamljeni stup
- Turistički brod iz Jakutska

## Vanjske poveznice
- Službene stranice parka prirode  Arhivirana inačica izvorne stranice od 10. ožujka 2016. (Wayback Machine) (rus.)
- Stupovi Lene, National Geographic, Россия (rus.)